# Jakob Tögel
Jakob Tögel (* 1. Dezember 1989 in Mistelbach) ist ein österreichischer Schauspieler.

## Leben
Jakob Tögel stammt aus Zistersdorf in Niederösterreich. In Niederösterreich wuchs er auch auf. Während seiner Schulzeit absolvierte er von 2004 bis 2009 eine duale Sozialpädagogik-Ausbildung am Bundesinstitut für Sozialpädagogik in Baden bei Wien und arbeitete nach der Schule in Wien als Behindertenbetreuer.
Erste schauspielerische Erfahrungen sammelte er in den Jahren 2011 und 2012 bei freien Theatergruppen in Wien („Das WERK Wien“, „Theaterkistl Wien“), unter anderem als Lehrer Medwedjenko im Tschechow-Stück Die Möwe in einer Inszenierung von Gregor Tureček. Seine Ausbildung zum Schauspieler absolvierte Tögel anschließend von 2013 bis 2017 an der Bayerischen Theaterakademie August Everding in München. Während seiner Ausbildung wirkte er an verschiedenen Inszenierungen mit, unter anderem am Metropoltheater München und am Münchner Akademietheater. Seine erste Ausbildungsproduktion war im Dezember 2013 die Märchenproduktion Schneewittchen unter der Regie von David Shiner. 2015 trat er in Der goldene Drache von Roland Schimmelpfennig unter der Regie von Jochen Schölch am Metropoltheater München auf. In der Spielzeit 2015/16 spielte er am Metropoltheater München den Tore in einer Bühnenfassung des Films Wie im Himmel.
Nach dem Abschluss seiner Ausbildung wurde er mit einem Zweijahresvertrag an das Stadttheater Bremerhaven verpflichtet, wo er in den Spielzeiten 2017/18 und 2018/19 festes Ensemblemitglied war. Er trat dort u. a. als Ferdinand in Der Sturm (2017), als Elwood Blues in Blues Brothers (2017–2019), als Lars Krogstad in Nora (2018), als Biff Loman in Tod eines Handlungsreisenden (2018), als Rico in Rico, Oskar und die Tieferschatten (2018) und als Nazi Ernst Ludwig im Musical Cabaret (2019) auf. In der Spielzeit 2019/20 gastierte er am Stadttheater Bremerhaven als Prinz in der Weihnachtsproduktion Drei Haselnüsse für Aschenbrödel.
Seit 2015 steht er in nationalen und internationalen Kino- und Fernsehproduktionen auch vor der Kamera. In der deutsch-schwedischen Koproduktion Euphoria (2017) mit Alicia Vikander und Eva Green in den Hauptrollen und der US-amerikanischen Serie Berlin Station (2017) hatte er kleine Nebenrollen. 
In dem deutschen TV-Film Gefangen – Der Fall K. (2018), der an den Fall Gustl Mollath angelehnt ist, spielte Tögel an der Seite von Jan Josef Liefers den Arzt Dr. David. Für das ZDF verkörperte er in der Terra-X-Dokureihe das Nürnberger Malergenie Albrecht Dürer. Im SOKO Wismar-Special Nach der Ebbe kommt der Tod (2020) hatte er eine Episodenrolle als Ex-Freund der Polizeimeisterin Karine Jaspers (Hanna Plaß). In der ZDF-Serie Kanzlei Berger (2021) übernahm er eine der Episodenrollen als Angeklagter, der seinem besten Freund, einem Berufssoldaten, absichtlich eine Schussverletzung beigebracht haben soll. Es folgten Episodenrollen in den österreichischen TV-Serien Kitz (2021) und Der Pass (2022). In der 6-teiligen biografischen TV-Serie Gute Freunde – Der Aufstieg des FC Bayern (2023) verkörperte Tögel den Fußballspieler und späteren Fußballtrainer Herbert Erhardt. In der 7. Staffel der Krimiserie WaPo Bodensee (2024) spielte er den tatverdächtigen wohnungslosen Vater Markus Behrwald, der gewaltig unter Druck steht, weil ihm ohne Wohnung der Umgang mit seiner Tochter vom Jugendamt verboten wird.
2024 wurde Tögel für seine Rolle als Autovermieter Claudio in dem HFF-Kurzfilm Versprich mir nichts in der Kategorie „Beste schauspielerische Leistung“ mit dem „BLAUE BLUME Award“ von Romance TV ausgezeichnet.
Während seiner Schauspielausbildung wohnte Tögel im Münchner Glockenbachviertel in der Isarvorstadt in Nähe des Westermühlbachs. Nach dem Ende seines Festengagements am Stadttheater Bremerhaven nahm er seinen Erstwohnsitz erneut in München.

## Filmografie (Auswahl)
- 2015: Fuge (Kinofilm, Filmakademie Baden-Württemberg)
- 2015: Der lichte Grund (Kurzfilm, HFF München)
- 2017: Euphoria (Kinofilm)
- 2017: Berlin Station (Fernsehserie)
- 2018: Gefangen – Der Fall K. (Fernsehfilm)
- 2019: Terra X – Albrecht Dürer. Superstar (Dokumentarfilm)
- 2019: Terra X – Giganten der Kunst – van Gogh (Dokumentarfilm)
- 2020: SOKO Wismar: Nach der Ebbe kommt der Tod (Fernsehserie, eine Folge)
- 2020: Daheim in den Bergen – Auf neuen Wegen (Fernsehreihe)
- 2021: Kanzlei Berger: Der Schuss (Fernsehserie, eine Folge)
- 2021: Kitz (Fernsehserie)
- 2022: Riesending – Jede Stunde zählt (Fernsehfilm)
- 2022: Versprich mir nichts (Kurzfilm, HFF München)
- 2022: Der Pass: Du bist mein Bruder (Fernsehserie, eine Folge)
- 2022: Herzogpark (Fernsehserie, eine Folge)
- 2023: Gute Freunde – Der Aufstieg des FC Bayern (Fernsehserie)
- 2023: Neue Geschichten vom Pumuckl: Pumuckl geht Angeln (Fernsehserie, eine Folge)
- 2024: WaPo Bodensee: Der Feind in meinem Haus (Fernsehserie, eine Folge)
- 2025: Rosenthal (Fernsehfilm)